# Лахнді
Лахнді; ланді (в'ялене м'ясо) — зимова афганська страва, популярна майже по всій країні, переважно в гірських регіонах. Споживання ланді є звичайним явищем у зимові місяці. Вівці спеціально відгодовують, щоб їх м'якоть була придатною для приготування ланди.

## Спосіб приготування
Ланді зазвичай готують з баранини та овець, хоча його також можна готувати з яловичини. Ланді готують наступним чином: спочатку ягнят або овець забивають ісламським способом, тобто халяль. Потім шерсть відокремлюється належним чином і кваліфіковано, залишаючи лише шкіру. Залишки волосків на шкірі спалюють вогнем, після чого м'ясо протирають, щоб позбутися відкладень вуглецю. Потім м'ясо нарізають на менші шматочки і натирають сіллю, щоб запобігти появі бактерій. Його також натирають їдкою запашною асафетидою, яка трохи нагадує часник і служить консервантом, вкрай необхідною добавкою в тій частині світу, де електрика та холодильники рідкісні. Його також натирають їдкою запашною асафетидою, яка трохи нагадує часник та виконує роль консерванту, вкрай необхідною добавкою в тій частині світу, де електрика та холодильники рідкісні. Підготовлене таким чином, м'ясо нанизують на стовпи лахнді (високі жердини з хрестовинами, які стоять біля більшості афганських грязьових будинків та служать зимовими салонами).
Найкращий час для приготування лахнді — грудень, коли м'ясо висихає протягом п'ятнадцяти днів, якщо воно достатньо охолоджене. Зазвичай його їдять взимку, щоб зігріти людину та допомогти їй витримати екстремальну погоду.